# 巴仑台黄庙
巴仑台黄庙，清朝赐名“永安寺”，藏语名暨宗教法名为“夏尔布达尔杰楞”（意为“黄教圣地”），蒙古语名“夏勒苏木库来”（意为“黄教圣地”），位於新疆维吾尔自治区巴音郭楞蒙古自治州和静县，是一座藏传佛教格鲁派寺院。2013年被定為第七批全國重點文物保護單位。

## 历史
巴仑台黄庙位于天山腹地的巴音郭楞蒙古自治州和静县巴仑台镇。蒙古语“巴仑台”意为“红柳遍布山谷”。此地是渥巴锡东归后舊土爾扈特部的第十二代汗王满楚克札布（满汗王）的夏季行宫。据说此地也是第五世生钦活佛诞生地。巴仑台黄庙创建于1888年，位于巴仑台镇东南方向18公里的一条山沟内，即老巴仑台镇的所在地。
土尔扈特部在巴仑台定居200多年。明朝崇祯三年（1630年），土尔扈特部首领和鄂尔勒克率全族西迁到伏尔加河下游的南俄草原。清朝乾隆三十五年（1770年），土尔扈特部新一代首领渥巴锡率该部17万人东归中国，清政府将他们安置在如今的巴音布鲁克草原等地放牧。
东归之初，该部的佛事活动在毡房中开展。清朝光绪十四年（1888年），当地蒙古族汗王布彦蒙库（满汗王的父亲）用500两黄金，聘请工匠建成了巴仑台黄庙。光绪帝赐名“永安寺”。但当地人习惯称其为黄庙。黄庙一直是土尔扈特部、和硕特部的佛教圣地，也是新疆藏传佛教四大庙宇之一，被誉为“小布达拉宫”。
每年该庙举行大量宗教活动。其中，农历正月十五日举行的麦德尔节（即弥勒佛诞辰日）规模盛大。卫拉特蒙古自古将该日作为麦德尔佛（弥勒佛）的诞辰，举办庆典。
黄庙是历世宫明活佛的驻锡地。1994年7月3日，十世宫明活佛坐床典礼在黄庙举行。7月4日，随六世生钦活佛前来的西藏喇嘛跳起金刚舞，庆祝十世宫明活佛坐床，舞蹈受到当地蒙古族民众欢迎。
生钦活佛的主寺本来是西藏的重孜寺，但《卫拉特蒙古简史》记载，五世生钦活佛以巴伦台黄庙为主寺。
中华人民共和国成立前，当地蒙古族汗王满楚克札布（满汗王）在每年夏季来巴仑台避暑，土尔扈特部、和硕特各部的首领来巴仑台拜见王爷，同时也参拜宫明活佛。每逢此时，整条山沟上下毡房一座接一座，各家宰杀牛羊，巴仑台会非常热闹。据说，满楚克札布王爷死后秘密葬在巴仑台，安葬地点不详。关于秘密安葬，有人说是因为他仇人多，怕死后遭报复，也有人说这是蒙古贵族的传统习俗。
1959年，黄庙有铜佛2990尊，银制法器1329件，铜器7.2万件，甘铃22对，绸缎68条，地毯740条，另外还有珠宝、金条、玉器若干。
1966年5月文化大革命爆发以后，黄庙遭严重毁坏，喇嘛被遣散。九世宫明活佛也一直未回黄庙。中共十一届三中全会后，人民政府为黄庙的宗教人士落实了宗教政策。1980年代后期，黄庙恢复开放，请回散居在外的喇嘛。十世宫明活佛坐床后，重修黄庙，黄庙的佛事活动恢复正常。此后，朝拜者纷至，黄庙又成为巴仑台的著名旅游景点。
巴仑台镇是新疆的交通要道和军事要地，在独库公路未开通前，此处是南疆通往伊犁的必经之路，也是乌鲁木齐通往库尔勒的捷径。中华民国时期，国军在此设哨卡。新疆三区革命时，国军为防止南疆民众支援三区革命，对巴仑台严加防守。1970年代，巴仑台成为新疆战备建设重点。当时中央定的战略方针是，一旦苏联入侵新疆，新疆部队依托天山独自作战，长期固守。所以位于天山腹地的巴仑台被建为战时指挥中心及战备物资基地，并大量驻军。兴建南疆铁路时，出于战备考虑，线路也经过巴仑台。后来，驻巴仑台的大部队撤走，但此地仍一直是军事要地，据说直到20世纪末仍不对外国游客开放。由于军事意义下降，新修的南疆铁路乌鲁木齐至库尔勒段改为直行，绕开了巴仑台。如今巴仑台早已对外国游客开放，例如2006年入秋之后，巴侖台黃廟便迎來了接待游客高峰期，每日接待包括外国游客在内的游客達2000多人次。

## 建筑
过去，巴仑台黄庙建筑群东西向绵延2.5公里，宽600米，总建筑面积2.4万平方米。巴仑台河从建筑群前面流过。巴仑台黄庙由15个寺庙组成，其中主体建筑“黄庙”是主庙，位于寺庙群的中心，其四周还分布着坐北朝南的却金库热等14座寺庙，以及佛塔。庙内设有密宗学院、医学院、哲理学院、佛经学院。黄庙西侧0.5公里处有满汗王的夏宫旧址。
黄庙本身由黄庙、却热、居都外、曼巴等四个建筑群组成。主体建筑即正殿俗称“黄庙”。平面呈正方形，分为上下两层，高十余米，砖墙瓦顶均为杏黄色，庙檐上翘。庙中高墙上有金色的二鹿听经像。庙内悬挂着金幡，放置有宝瓶。庙内正中的台上过去供奉一尊高2.7米以上的麦德尔佛（弥勒佛）像，是当年自青海省塔尔寺运来，故俗称“青海佛”，其右侧是藏金洲，左侧是宗库，该佛像如今已无存，仅有过去的佛座残存。如今此处供奉着新做的镀金铜质麦德尔佛（弥勒佛）坐像。东、西后殿中供奉着弥勒佛、观世音菩萨等许多铜佛像。庙内四壁皆塑有精美的护法神像。庙内过去珍藏着不少佛经和文物。庙门及两旁墙上绘有13幅彩绘壁画，均为佛教题材，人物分别是：布仁巴克西、贡布、共古热、共尕、茶汗阿吾、却杰、代金巴吾、推木那木钭、巴音邻木思热、加木思仁、哈木、道尔吉基格基特、宗库。庙前立有两根高大的幡杆，上面挂有各种颜色的经幡。庙前还有两座佛塔。
在黄庙寺群中，以居都外（迦特泼）、却拉（却热）、曼巴三庙最著名。巴仑台黄庙未建时，迦特泼、曼巴二庙早已经设在蒙古包内，第八世宫明活佛由拉卜楞寺邀阿克托克俭喇嘛来到和静县后，又在蒙古包内设却拉庙，同时由全体民众捐资兴建巴仑台黄庙，然后再将迦特泼、曼巴、却拉庙移到黄庙中。
由于文化大革命的破坏，除了黄庙之外，整个建筑群中只有却金库热、盖干拉吾龙等少数殿堂尚完整保存。却金库热东距黄庙500米，其大殿有16根雕花大柱，其中正中四根各雕有一条蛟龙。据说，这座庙的主神却金，保护弥勒佛有功，故设立此庙以纪念他。
到2012年，巴仑台黄庙古建筑群总建筑面积约1000平方米，为新疆维吾尔自治区境内规模最大的藏传佛教寺庙之一。由于当地文物部门缺乏技术力量，故一直未给该古建筑群编制修缮方案，当地请求河北省文物局帮助编制修缮方案，并组织技术力量帮助修缮巴仑台黄庙。2012年5月，河北省文物局与新疆维吾尔自治区文物局就开展文物援疆工作进行沟通，达成三个意向，其中除和静县巴仑台黄庙古建筑群保护修缮项目外，还有馆藏文物修复项目，以及巴音郭楞蒙古自治州博物馆陈列展览项目。2012年，巴仑台黄庙古建筑群保护修缮工程正式启动。